# ルティーノ
ルティーノ（伊: Rutino）は、イタリア共和国カンパニア州サレルノ県にある、人口約800人の基礎自治体（コムーネ）。

## 地理

### 位置・広がり

#### 隣接コムーネ
隣接するコムーネは以下の通り。
- ルストラ
- ペリート
- プリニャーノ・チレント
- トルキアーラ